# 中国国家图书馆少年儿童馆
中国国家图书馆少年儿童馆，位于北京市海淀区中关村南大街的中国国家图书馆总馆北区东侧，是中国国家图书馆的分馆，专为少年儿童服务。

## 简介
2010年5月31日，中国国家图书馆少年儿童馆开馆，中共中央政治局委员、国务委员刘延东出席开馆仪式并为该馆揭牌。新成立的国家图书馆少年儿童馆设有文献阅读区、主题活动区、展示区、数字共享空间，面向6岁至15岁学龄儿童全年开放。当时馆内有图书、期刊、报纸等少儿读物、参考工具书共计2.2万余册（件）。同时还开通了“国家数字图书馆·少儿数字图书馆”网站。2013年9月份起，该馆从原先只接待6岁至15岁学龄儿童，改为12岁及以下年龄儿童都可以入馆阅读。
如今，该馆由中文图书区、文献阅览区、主题活动区、展示区、数字共享空间组成，面积大约650平方米，阅览座位120多个，馆内有2.2万余册（件）文献。